# 五名村
五名村（ごみょうむら）は、香川県大川郡にあった村。現在の東かがわ市五名。

## 歴史
- 1890年（明治23年）2月15日 - 町村制施行に伴い、寒川郡五名山村（ごみょうさんむら）が発足。
- 1899年（明治32年）4月1日 - 大川郡の所属となる。
- 1923年（大正12年）4月1日 - 五名村に改称。
- 1955年（昭和30年）7月1日 - 大川郡白鳥本町・白鳥村・福栄村と新設合併し、白鳥町が発足。同日五名村廃止。